# Chiridiella pacifica
Chiridiella pacifica är en kräftdjursart som beskrevs av Brodsky 1950. Chiridiella pacifica ingår i släktet Chiridiella och familjen Aetideidae. Inga underarter finns listade i Catalogue of Life.